# 扈從
在國際關係中，當一個國家與一個更强大的不友好勢力結盟，並承認由更强大的勢力轉變為夥伴的國家在他們共同征服的戰利品中獲得了不成比例的利益時，就發生了扈從。因此，扈從是發現自己處於弱勢地位的國家所採用的一種策略。這種邏輯規定，一個兵力不足、實力較弱的國家應該與一個實力較强的對手結盟，因為後者無論如何都可以用武力奪取自己想要的東西。修昔底德著名的格言“强者盡其所能，弱者受苦於他們所必須的”，抓住了扈從的本質。
當弱國認為反對強權的代價超過了利益時，就會出現扈從。更强大的力量可能會提供激勵，例如領土收益、貿易協定或保護的可能性，以誘使較弱的國家加入進來。
現實主義預測，只有當不可能建立一個平衡的聯盟，或其地理位置使平衡變得困難（即被敵人包圍）時，各国才會甘愿隨波逐流。扈從被認為是危險的，因為它允許敵對國家獲得过多權力。
扈從是反對平衡的，平衡要求國家防止侵略者破壞權力平衡。

## 詞源學
该词由昆西·賴特（Quincy Wright）在《戰爭研究》（1942）中創造，肯尼思·沃爾茲（Kenneth Waltz）在《國際政治理論》（1979）中推廣（在他的作品中，華爾滋錯誤地將斯蒂芬·範·埃弗拉（Stephen Van Evera）歸因於創造了這個詞）。賴特和華爾滋都把這個概念作為平衡行為的反面。

## 外交政策承諾
認為國家將與一個主導力量結盟，而不是與之保持平衡，這是外交政策從業者的一個共同特點。例如，德國海軍上將阿爾弗雷德·馮·鐵必制（Alfred von Tirpitz）的“風險理論”認為，如果德國建立一支强大的海軍艦隊，它可以通過威脅英國的海上霸權，迫使英國保持中立或與之結盟。
根據斯蒂芬·沃爾特的說法，“美國官員在證明美國外交政策承諾的正當性時，多次接受了扈從假設。”。例如，約翰·F·甘迺迪（John F.Kennedy）表示，“如果美國蹑手蹑脚，整個世界……將不可避免地開始走向共產主義集團”。亨利·季辛吉建議，各國傾向於隨波逐流，“如果世界各地的領導人……認為美國缺乏力量或意志……他們將適應苏联主導趨勢”。
羅納德·雷根（Ronald Reagan）也贊同同樣的觀點，他說：“如果我們不能（在中美洲）捍衛自己，我們就不能指望在其他地方獲勝。我們的信譽將崩潰，我們的聯盟將崩潰，我們祖國的安全將面臨危險。”

## 拓展阅读
- Walt, Stephen M. . Ithaca, New York: Cornell University Press. 1987. ISBN 978-0-8014-2054-2.